# Universidad Federal de Itajubá
La Universidad Federal de Itajubá (en portugués: Universidade Federal de Itajubá, UNIFEI; anteriormente conocida como Escola Federal de Engenharia de Itajubá, EFEI), es una universidad federal ubicada en el estado de Minas Gerais, Brasil. 

## Historia
La universidad fue fundada el 23 de noviembre de 1913, como Instituto Eletrotécnico e Mecânico de Itajubá (IEMI; en inglés: Electrotechnical and Mechanical Institute of Itajubá). El 16 de abril de 1968, cambió su nombre a Escola Federal de Engenharia de Itajubá (Escuela Federal de Ingeniería de Itajubá). En 2002, obtuvo el título de Universidad, y pasó a llamarse Universidade Federal de Itajubá, por la Ley brasileña 10.435, aprobada por el expresidente Fernando Henrique Cardoso. Es considerada una de las mejores universidades de Brasil, según los rangos publicados por el Ministério da Educação e Cultura - MEC (Ministerio de Cultura y Educación). Fue elegida en 2009 una de las diez mejores universidades del país suramericano por dos rankings diferentes, ocupando la primera posición en uno de ellos. En el IGC 2011 (Evaluación de Colegios y Universidades) del MEC (Ministerio de Educación), obtuvo el grado 5, máximo, estando entre los mejores 27 colegios de educación superior y entre las 10 mejores universidades del país.